# Адріан Ґарсія Конде
Адріан Гарсія Конде (англ. Adrián García Conde; нар. 4 травня 1886 – 13 травня 1943) мексикансько-британський шаховий майстер.
Народився у місті Вальядолід (Юкатан, Мексика). Від 4 років жив у Ліверпулі, а потім у Лондоні.
Поділив 6-7 місця на турнірі Гамбург 1910 (17-й Конгрес НШС, Hauptturnier A, переміг Герш Ротлеві), посів 6-те місце в Сан-Себастьяні 1911 (турнір Б, переміг Родрігес). 
Після Першої Світової війни оселився в Сполученому Королівстві. Посів 10-те місце на турнірі в Гастінгсі 1919 (Літній конгрес, переміг Хосе Рауль Капабланка), поділив на 4-5-те місце в Гастінгсі 1922/23 (виграв Акіба Рубінштейн), посів 2-ге, позаду Макса Роміха, в Скарборо 1925 (Premier A), поділив 3-4-те в Лондоні 1929 (чотирикутник, виграв Фредерік Єйтс, поділив 6-7-ме в Рамсгейті 1929 (Premier A, виграв Вільям Гібсон), поділив 1-ше з Джорджем Колтановскі у Маргейті 1936 (Premier A), і посів 6-те в Борнмуті 1939 (переміг Макс Ейве).
Помер у Лондоні під час Другої Світової Війни.